# Le fantastiche avventure dell'astronave Orion
Le fantastiche avventure dell'astronave Orion (Raumpatrouille - Die phantastischen Abenteuer des Raumschiffs Orion) è una serie televisiva di fantascienza del 1966, la prima prodotta in Germania Ovest, dove divenne molto popolare ed è considerata un cult. Per l'edizione italiana RAI e in DVD è stato usato il titolo abbreviato Le avventure dell'astronave Orion.
Di questa produzione, che viene talvolta ricordata anche come la più costosa della tv tedesca, furono realizzati 7 episodi da 60 minuti in bianco e nero, trasmessi per la prima volta a partire dal 17 settembre 1966 sull'emittente tedesca ARD. In italiano la serie è stata trasmessa prima dalla TSI e in seguito, parzialmente, dalla Rai e da Telemontecarlo.

## Trama
La serie, occasionalmente con accenti ironici, è incentrata sulle avventure intorno all'anno 3000 del Comandante McLane che è a capo del veloce incrociatore Orion nel corso di un conflitto con extraterrestri dal corpo umanoide traslucido chiamati FROG, e che spesso arriva ai ferri corti con il governo della Terra.

## Episodi
| nº | Titolo originale       | Titolo italiano         | Regista       | Prima TV Germania Ovest | Prima TV Svizzera italiana |
| -- | ---------------------- | ----------------------- | ------------- | ----------------------- | -------------------------- |
| 1  | Angriff aus dem All    | Aggressione dal cosmo   | Michael Braun | 17 settembre 1966       | 23 agosto 1972             |
| 2  | Planet außer Kurs      | Il pianeta fuori orbita | Theo Mezger   | 1º ottobre 1966         | 30 agosto 1972             |
| 3  | Die Hüter des Gesetzes | I guardiani della legge | Theo Mezger   | 15 ottobre 1966         | 6 settembre 1972           |
| 4  | Deserteure             | I disertori             | Theo Mezger   | 29 ottobre 1966         | 4 ottobre 1972             |
| 5  | Der Kampf um die Sonne | Battaglia per il Sole   | Michael Braun | 12 novembre 1966        | 28 settembre 1972          |
| 6  | Die Raumfalle          | La trappola spaziale    | Theo Mezger   | 26 novembre 1966        | 20 settembre 1972          |
| 7  | Invasion               | Invasione               | Michael Braun | 10 dicembre 1966        | 11 ottobre 1972            |

## Produzione
Gli effetti speciali della serie, spettacolari per l'epoca, ora possiedono un certo fascino antiquato. Il budget della serie era basso per gli standard attuali, ma i progettisti delle scenografie si dimostrarono molto creativi nel realizzare il massimo con i loro mezzi limitati. Furono utilizzati dei ferri da stiro elettrici come parte della console di comando, e bicchieri di plastica per le luci del soffitto. Ciononostante, i considerevoli costi della serie provocarono la sua conclusione dopo solo 7 episodi. Nel 2003 vide la luce un film composto da varie scene della serie originale; nel corso degli anni sono stati pubblicati 145 romanzi basati sulla serie e sulla continuazione della storia.
Oltre alla progettazione delle scenografie, nella lingua originale è ritenuta memorabile la terminologia della serie: invece di usare o tradurre dei termini inglesi, la serie ha creato appositamente dei termini originali in tedesco.

## Colonna sonora
La colonna sonora della serie fu composta da Peter Thomas ed eseguita dalla sua Peter Thomas Sound Orchester. La colonna sonora venne pubblicata in formato LP dall'etichetta discografica Philips. L'album negli anni è stato ristampato numerose volte anche in CD.

## Distribuzione
La prima trasmissione è del 17 settembre 1966 sull'emittente tedesca ARD (solo 9 giorni dopo la prima di Star Trek negli Stati Uniti). 
In italiano la serie fu trasmessa per intero nel 1972 dalla TSI, la televisione svizzera di lingua italiana. Per l'occasione furono doppiati tutti e sette gli episodi. Nel 1974 la Rai trasmise solo quattro episodi con il titolo Le avventure dell'astronave Orion (2, 3, 4 e 5) durante la TV dei ragazzi, cosa che rese difficile la comprensione della serie, ottenendo tuttavia un discreto successo di pubblico. Qualche anno dopo, gli stessi quattro episodi furono replicati da Telemontecarlo.
Pur avendo riscosso un buon successo in Germania e in molte nazioni europee, la serie non fu mai trasmessa negli Stati Uniti, a causa del fatto che era in bianco e nero (mentre negli USA venivano già trasmessi telefilm a colori) ma anche per il doppiaggio, a cui i telespettatori americani non erano abituati.
Montando insieme alcuni spezzoni degli episodi originali nel 2003 è stato realizzato un film antologico, Raumpatrouille Orion - Rücksturz ins Kino.